# Carlo Antonelli (giornalista)
Carlo Antonelli (Novi Ligure, 15 gennaio 1965) è un giornalista e direttore artistico italiano.

## Biografia
Laureato in Giurisprudenza presso l'Università degli Studi di Genova (con una tesi sul diritto d'autore).
Successivamente entra a far parte della Sugar Music di Caterina Caselli fino a diventare general manager della casa discografica, carica che ha ricoperto dal 1993 al 2003. Dal 1997 la Sugar Music diventa la seconda casa discografica europea.
Dal 14 luglio 2003 è giornalista pubblicista. Nel novembre 2003 venne nominato direttore dell'edizione italiana di Rolling Stone in coabitazione con Michele Lupi; nel settembre 2006, dopo l'abbandono di Lupi, diventa direttore unico della rivista musicale fino al 2011. L'edizione italiana di Rolling Stone diventa negli anni 2000 uno dei casi editoriali del decennio (insieme alla clamorosa edizione italiana di Vanity Fair.
Nel 2005 partecipa come consulente centrale alla concezione e al lancio della collana editoriale di Stile Libero.
Nel 2009 fonda con Luca Guadagnino la casa cinematografica First Sun, produttrice del film Io sono l'amore (candidato all'Oscar 2010) e del film Suspiria. La collaborazione con il regista è costante: dalla strutturazione di Mundo civilizado (2003) fino al ruolo di antropologo culturale per Chiamami col tuo nome (2017, vincitore di un premio Oscar nel 2018).
Nel 2009 ha partecipato alla prima edizione del programma televisivo Victor Victoria - Niente è come sembra, in cui intervistava gli ospiti in una stanza buia.
Dall'agosto 2011 al 2014 dirige l'edizione italiana di Wired, prendendo il posto di Riccardo Luna, e nel 2013 fonda e dirige il Wired Next Fest, a Milano 
Dal 2013 al 2016 dirige il mensile GQ per il quale dà origine al GQ Freak Out Festival.
Nel 2017 e 2018 è direttore del Museo d'arte contemporanea Villa Croce di Genova.
È stato amministrazione delegato di Fiera Milano Media S.p.A. dal 2018  fino alla sua fusione all’interno di Fiera Milano S.p.A. a fine 2021 (dove, tra l’altro, ha strutturato il sistema di infografica di 90 ledwall ‘Digital Signage’ con Samsung SDS, la piattaforma/fiera digitale dei servizi Fiera Milano Platform, il re-design dell’immagine corporativa della capogruppo). Dal 2022 è direttore dell’unità di Knowledge, Research and Development "Business International", dove -tra le altre cose- dirige i festival AIXA - Artificial Intelligence Expo of Applications , Open Future, Open Culture  (Matera, 2019; Mind/Milano, 2022 ), il summit Creating with Blockchain  (2022) e il Rapporto sul futuro dell’editoria (2023) , entrambi in collaborazione con Fondazione Giacomo Feltrinelli.
Ricopre la carica di Presidente di produzione della società Frenesy S.r.l. di Luca Guadagnino.
È direttore editoriale della rivista semestrale M.U. Mudec United , prodotta dal Museo_delle_culture_(Milano).
Dal novembre 2024 è life-driver con studi a Roma e Genova.

## Opere
- Fuori tutti (Carlo Antonelli, Marco Delogiu, Fabio De Luca; Stile Libero, 1996)
- Discoinferno. Storia del ballo in Italia 1946-2006 (Carlo Antonelli, Fabio De Luca; Isbn Edizioni, 2006)
- Gli Anni Zero. Almanacco del decennio condensato. (AA. VV., a cura di Carlo Antonelli; Isbn Edizioni, 2009)
- FUORI!!! 1971-1974 (a cura di Carlo Antonelli e Francesco Urbano Ragazzi, NERO Editions, 2020) [15]

## Filmografia

### Produttore
- Suspiria (2018)
- Io sono l'amore (2009)

### Attore
- Melissa P. (2005)
- Part deux (2007)